# Mermaid Vs. Sailor EP
EP par Marina and the Diamonds
The Crown Jewels EP
(2009)
Mermaid Vs. Sailor EP est le premier extended play de l'auteure-compositrice-interprète gréco-galoise Marina and the Diamonds. Produit par Marina elle-même, il est sorti le 23 novembre 2007 et fut vendu par l'intermédiaire de sa page Myspace. Seuls 70 exemplaires ont été édités, au format CD-R,,. Une version créée par des fans en vinyle existe aussi.

## Liste des pistes
Toutes les chansons sont écrites et composées par Marina Diamandis.
| No | Titre              | Durée |
| -- | ------------------ | ----- |
| 1. | Seventeen          | 2:40  |
| 2. | Horror Pop         | 3:57  |
| 3. | Hermit the Frog    | 3:39  |
| 4. | Daddy Was a Sailor | 3:15  |
| 5. | Simplify           | 2:34  |
| 6. | Plastic Rainbow    | 4:07  |